# オノスケリス
オノスケリス（Onoskelis）は、ユダヤ教、キリスト教の偽典である『ソロモンの遺訓』に記述されている女悪魔。

## 概要
ソロモンが悪魔に女性はいるのかどうか尋ねた際にベルゼブブが連れてきた女悪魔。色白の非常に可愛らしい女性の姿をしており、洞窟や断崖などで暮らしている。人間の男を縄で絞め殺したりする一方で、番ったりすることもある。その名前は「ロバの足を持つ」を意味する。
エンプーサ、サテュロス、サキュバスの一種であり、満月の夜に最も力が強くなるともいわれる。